# 세종메디칼
세종메디칼(Sejong Medical Co. Ltd.)은 대한민국의 의료기기 기업이다. 본사는 경기도 파주시 신촌2로 11(신촌동)에 위치해 있으며 대표이사는 윤병학이다.
 카나리아바이오의 2대 주주이다.

## 상장
2018년 5월 29일에 공모가 15,000원에 코스닥 시장에 상장하였다.

## 같이 보기
- 카나리아바이오엠

## 참고문헌
1. ↑  세종메디칼 윤병학 대표 "카나리아바이오 주요주주로 경영 적극 참여 임상 마무리", 팜뉴스, 2022.10.14
2. ↑  세종메디칼, 카나리아바이오 2대 주주 등극, 히트뉴스, 2022.10.14
3. ↑  세종메디칼, 카나리아바이오 2대 주주 등극 소식에 강세, 바이오타임즈, 2022.10.14